# عبد الملك العريف
عبد الملك العريف ولد بأكودة في 26 يوليو 1942، هو سياسي تونسي.

## السيرة الذاتية
في السبعينات، كان الأمين العام للمكتب الوطني للطلبة الدستوريين. بين 1973 و1975، كان والي جندوبة. بين 9 ديسمبر 1986 و31 ديسمبر 1987، كان مدير مؤسسة الإذاعة والتلفزة التونسية. في نفس الوقت، كان مدير الحزب الاشتراكي الدستوري بين 29 سبتمبر و1 أكتوبر 1987.

في 30 سبتمبر 1987، عين وزيرا لدى الوزير الأول رشيد صفر ثم زين العابدين بن علي وذلك حتى 7 نوفمبر 1987. في 12 أبريل 1988، عين وزيرا للشؤون الثقافية في حكومة الهادي البكوش حتى 27 يوليو 1988، أين عين وزيرا للإعلام في نفس حكومة البكوش وذلك حتى 10 أبريل 1989.

من جهة أخرى، شغل كذلك مديرا جهويا للصحة في القصرين، ومديرا ممثلا للدولة لدى مجالس إدارة الوكالة العقارية للسكنى ووكالة التهذيب والتجديد العمراني.

أشرف كذلك لمدة سنوات على إدارة الشركة الوطنية العقارية للبلاد التونسية، ثم على الوكالة الوطنية للتبغ والوقيد. في 7 يناير 1999، عين رئيس مدير عام الخطوط التونسية، وذلك حتى 2001.